# 第三度空間
第三度空間（The Three Degrees）是美國的三位黑人女子歌唱組合，1963年在美國賓州費城成立。不過，成員在過去幾十年不斷在變，總計有15人曾經是團員，但是不管如何變化，正式成員均只維持三人。她們的歌在世界廣受歡迎，不少歌手都愛翻唱她們的歌曲。
香港歌手陳慧嫻1988年的“幾時再見”就是改編自她們的「When will I see you again?」（1974年）。

## 唱片列表
1. NEW DIMENSIONS (1978) (原裝大碟)
2. 3D (1979) (原裝大碟)
3. WOMEN IN LOVE (1992) (精選大碟)
4. THE BEST OF THREE DEGREES (1996) (其他精選CD)
5. THE 3 DEGREES THE BEST OF (1997) (其他精選CD)

## 外部連結
- THE THREE DEGREES[永久]